# Nevado del Huila
El Nevado del Huila es un estratovolcán activo localizado en la Cordillera Central de Colombia. Su cima alcanza los 5.364 m s. n. m., siendo la cuarta montaña más alta del país después de los picos gemelos de la Sierra Nevada de Santa Marta y del Ritacuba Blanco. El nevado, que es el más meridional del país y el punto central del Parque Nacional Natural Nevado del Huila, está dividido territorialmente entre los departamentos de Huila, Tolima y Cauca, siendo su cima el punto más elevado de los tres. Posee un casquete glaciar de 6,5 km², según datos del Ministerio de Ambiente de Colombia. Sin embargo, esta cobertura glaciar se encuentra en retroceso debido al impacto del cambio climático, y podría desaparecer en las próximas décadas si persiste esta tendencia, de acuerdo con el IDEAM.
En marzo de 2007 se encontraba en un nivel alto de actividad con posibilidad de erupción, sus fumarolas laterales presentan derretimiento paulatino del glacial, la cual se hizo efectiva en la noche del 17 de abril y madrugada del 18 de abril, formando un lahar. En la madrugada del 18 de abril de 2007 se producen dos erupciones que generan avalanchas de lodo en sus dos vertientes. Las localidades más afectadas son Belalcázar (Municipio Páez) en el Departamento del Cauca; Paicol, La Plata, Tesalia, Nataga, Yaguará en el Departamento del Huila; también pueden ser afectadas por una eventual erupción además de Cauca y Huila, los Departamentos de Tolima y Valle del Cauca. Gracias a la actividad volcánica sucedida este año, se generó un domo de considerable altura 5.267 m s. n. m., recostado en el pico sur del volcán y referido por el Servicio Geológico Colombiano - SGC.
El 20 de noviembre de 2008 se genera una erupción explosiva acompañada de un flujo de lodo abundante generado por el deshielo del casquete glacial que alcanza hasta 30 m de altura. Durante esa erupción se formó un cráter de 400 metros de diámetro con un domo de lava emplazado en su interior. Desde entonces se realiza un constante seguimiento a una posible nueva erupción o desprendimientos del material glacial afectado que pueden producir nuevos lahares. Los planes de evacuación funcionaron a tiempo durante la erupción de noviembre de 2008; no obstante, fallecieron una decena de personas.
En octubre de 2009 el complejo volcánico registró una emisión de cenizas continua que cayeron sobre 17 municipios, entre ellos, Cali y Santander de Quilichao.

## Geografía y geología
El Nevado del Huila se ubica en el suroccidente de Colombia, en la intersección de los departamentos del Huila, Cauca y Tolima. Hace parte de la Cordillera Central de los Andes colombianos, en la región conocida como Macizo Colombiano, considerada una de las principales fábricas de agua del país por su influencia sobre múltiples cuencas hidrográficas. Con una altitud de 5.364 metros sobre el nivel del mar, es el volcán más alto de Colombia y el segundo pico más alto del país después del Cristóbal Colón en la Sierra Nevada de Santa Marta. 
El sistema montañoso del Nevado del Huila está conformado por varias cumbres principales, cuya altitud ha sido determinada mediante modelos digitales de elevación. Estas cumbres presentan altitudes superiores a los 5.000 metros y destacan por su importancia geográfica dentro del relieve andino. Entre ellas se encuentran el Pico Central, que es el punto más elevado del macizo, seguido por el Pico Norte, La Cresta, el Domo y el Pico Sur. Las estimaciones de altitud, obtenidas a partir del Modelo de Elevación Digital (DEM) SRTM 12.5. 
| Nombre de la cumbre | Altitud (m) |
| ------------------- | ----------- |
| Pico Norte          | 5.304       |
| La Cresta           | 5.284       |
| Pico Central        | 5.364       |
| Pico Sur            | 5.052       |
| Domo                | 5.267       |

Geológicamente, el Nevado del Huila es un estratovolcán joven del Cuaternario, constituido por capas alternantes de lava, cenizas y depósitos piroclásticos. Se sitúa dentro del Cinturón de Fuego del Pacífico, producto de la subducción de la placa de Nazca bajo la placa Sudamericana, un proceso tectónico que ha dado origen a una cadena de volcanes activos a lo largo de los Andes. 

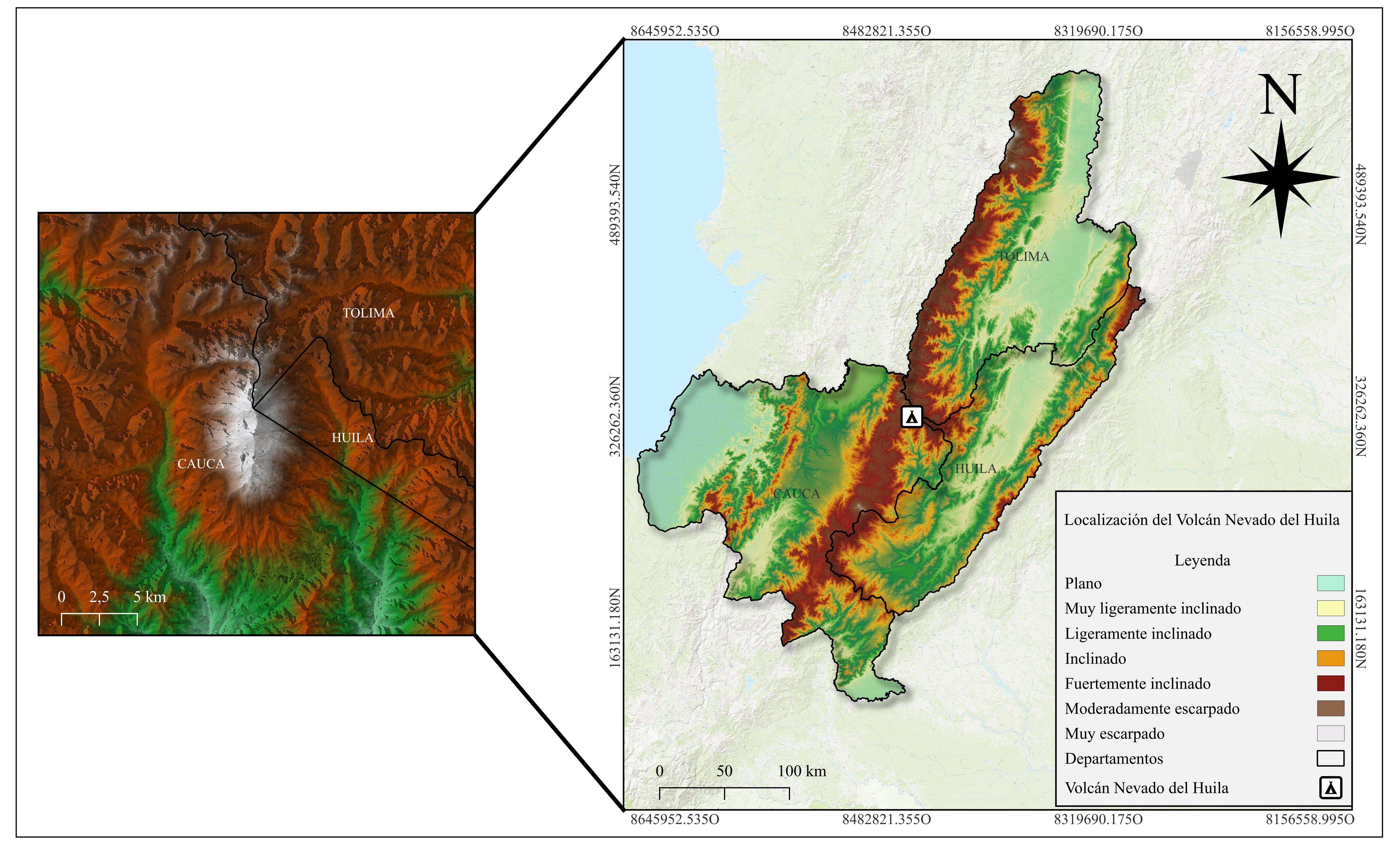
Mapa de ubicación Nevado del Huila

El edificio volcánico se localiza sobre fallas geológicas activas, entre ellas la Falla de Palestina, lo que lo convierte en un sistema de alto riesgo sísmico y volcánico. Las laderas del volcán presentan pendientes de entre 25° y 30° en la parte superior, que disminuyen progresivamente en las zonas de piedemonte.

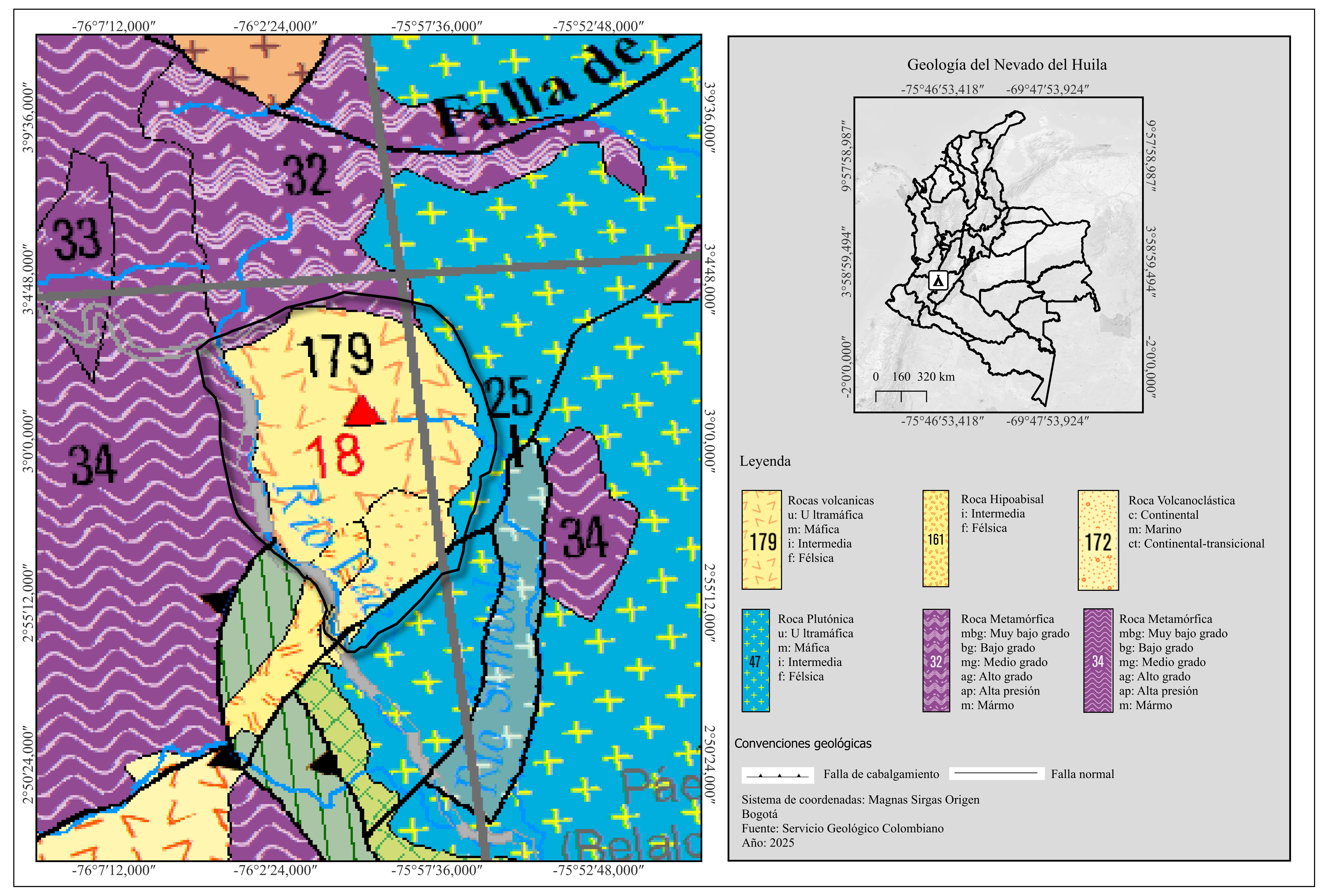
Mapa geológico del Nevado del Huila.

El Nevado del Huila estaba cubierto por glaciares que, debido al cambio climático y la actividad volcánica reciente, han sufrido un retroceso acelerado. El Instituto de Hidrología, Meteorología  y Estudios Ambientales (IDEAM) reportó una reducción del 50% en la cobertura glaciar entre 1981 y 2010.  Datos más recientes del Ministerio de Ambiente (2023) indican que el glaciar actualmente tiene una extensión aproximada de 6,5 km², aunque continúa disminuyendo rápidamente. Su deshielo súbito, asociado a erupciones explosivas y  flujos piroclásticos, puede dar origen a lahares  (aludes volcánicos), representando un grave riesgo para las poblaciones asentadas en los valles de los ríos Páez, Magdalena y otros tributarios. 
El Nevado del Huila es uno de los seis glaciares que aún sobreviven en Colombia, junto con los glaciares de la Sierra Nevada de Santa Marta, el Cocuy, el Nevado del Ruiz, Santa Isabel y el Nevado del Tolima. Esta situación evidencia su valor estratégico en términos de biodiversidad, abastecimiento hídrico y monitoreo climático, en un contexto de acelerada pérdida de masa glaciar a nivel nacional.

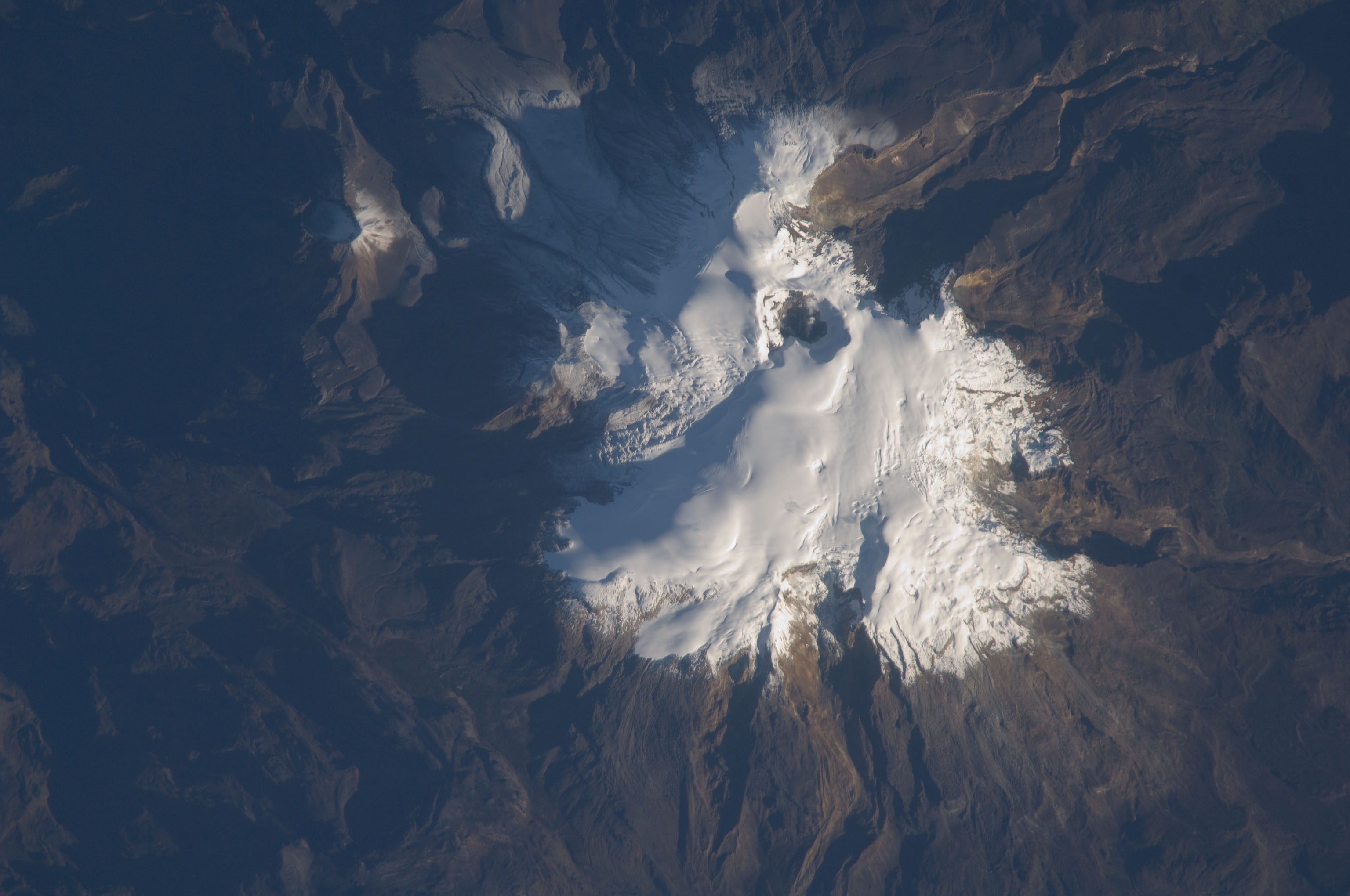
Vista del Nevado del Huila, Colombia. Tomada durante la Expedición 18 a la ISS (Estación Espacial Internacional).

Desde 2007 ha presentado varios episodios de actividad eruptiva que obligaron a la evacuación de comunidades indígenas y campesinas, especialmente en el sector del resguardo de Tóez y otras zonas del departamento del Cauca.  
La actividad del volcán es monitoreada permanentemente por el Servicio Geológico Colombiano (SGC), a través del Observatorio Vulcanológico y Sismológico de Popayán. 

## Actividad Sísmica
El volcán Nevado del Huila, con una altitud de 5.364 metros sobre el nivel del mar, es el volcán activo más alto de Colombia y representa una gran amenaza volcánica, como lo demostraron sus erupciones ocurridas en 2007 y 2008. Basándose en criterios geomorfológicos, ha sido clasificado como un complejo volcánico compuesto por dos edificios principales, cuya construcción se divide en tres estadios evolutivos: el Estadio Pre-Huila, iniciado hace aproximadamente 1,5 millones de años (Pleistoceno Inferior); el Estadio Huila Antiguo, surgido hace unos 100.000 años (Pleistoceno Superior); y el Estadio Huila Reciente, que comenzó hace entre 11.000 y 10.000 años (Holoceno), coincidiendo con el final de la última glaciación.
La volcanoestratigrafía del complejo está formada por 13 unidades, dominadas por flujos de lava andesítica gruesa, junto con flujos piroclásticos intercalados. Las variaciones petrográficas entre estas unidades permiten una caracterización precisa de los diferentes estadios eruptivos.
El monitoreo del volcán Nevado del Huila comenzó en 1993 por parte del Observatorio Vulcanológico y Sismológico de Popayán del entonces INGEOMINAS (hoy Servicio Geológico Colombiano), usando una red de estaciones sismológicas alrededor del edificio volcánico 1. Hasta antes de 2007, el volcán presentaba en promedio tres sismos diarios, mayormente de tipo volcano-tectónico (VT), es decir, sismos asociados a fracturamiento de roca. En 2007, esta actividad cambió drásticamente: el 18 de febrero se registró un enjambre de 108 eventos VT superficiales, seguido de un aumento de eventos de largo periodo (LP) relacionados con el tránsito de fluidos volcánicos, lo que precedió a la erupción freática del 19 de febrero. 
Posteriormente, el 17 de abril de 2007 ocurrió otro incremento sísmico que precedió una segunda erupción, con formación de nuevas fisuras y la emisión de ceniza. Estas señales fueron esenciales para establecer sistemas de alerta temprana y evacuaciones preventivas en la región . Entre marzo y septiembre de 2008 se registraron 46 sismos con magnitudes entre 2.5 y 4.9, (escala de Richter), y entre octubre y noviembre predominó la sismicidad tipo LP, asociada a la intrusión de magma hacia la superficie. Esta evolución culminó con la erupción freatomagmática del 20 de noviembre de 2008, que generó un domo volcánico y flujos de lodo más voluminosos que los anteriores.

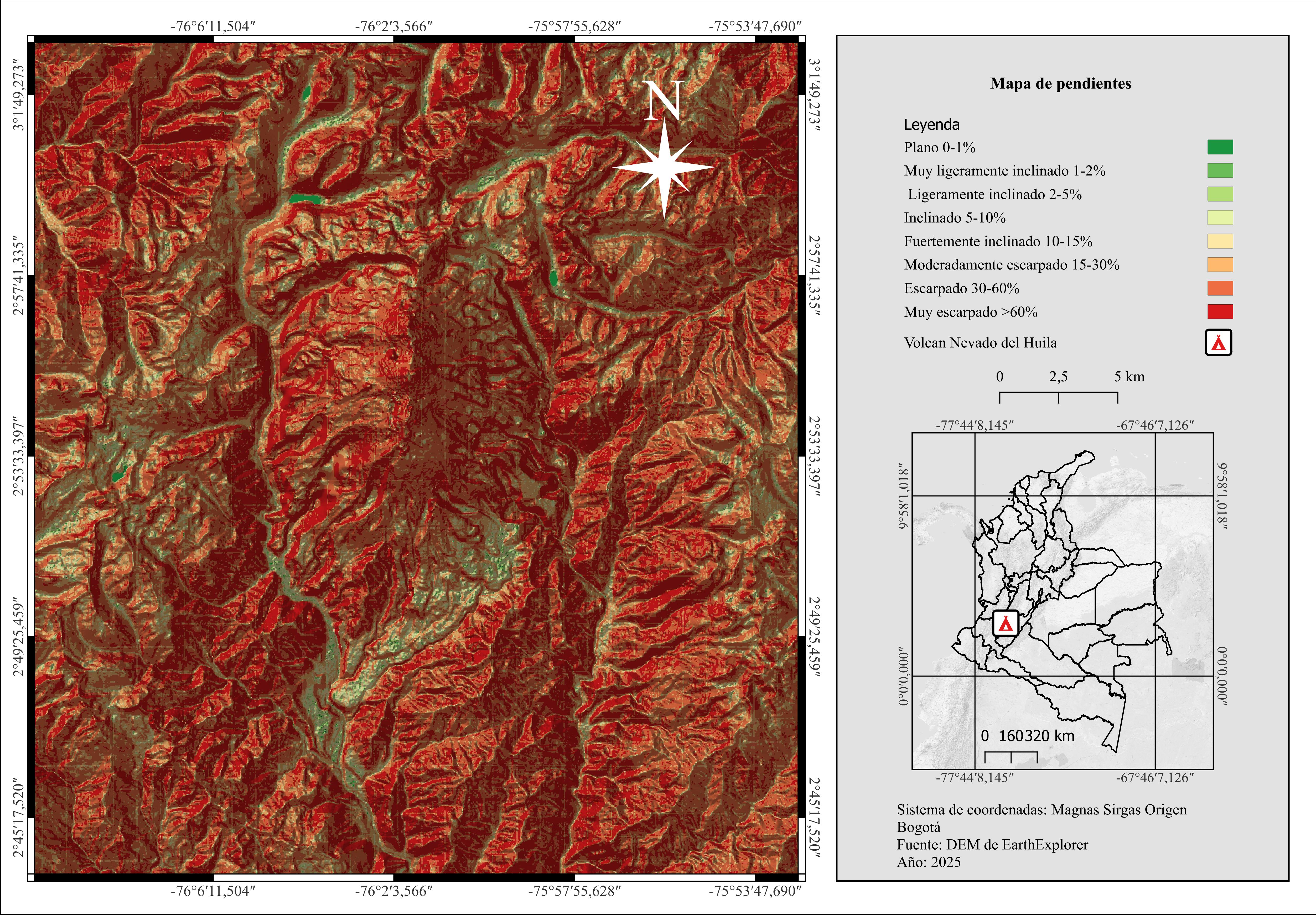
Mapa de pendientes del Nevado del Huila

Además, se destaca el sismo del 6 de junio de 1994 (Mw 6.7), localizado 10 km al sureste del volcán y a 12 km de profundidad, que desencadenó una gran avalancha en el valle del río Páez con más de 1.000 víctimas. Este evento generó un breve incremento de actividad sísmica en el volcán, incluyendo eventos LP y un episodio de tremor continuo durante seis horas.

## Hidrología

Caudal del Río Páez a través de los años, monitoreado por estaciones del IDEAM.

### Cuenca del Río Páez
La cuenca del río Páez se extiende a lo largo de 514.342 hectáreas, de las cuales el río recorre aproximadamente 104,3 kilómetros. La distribución territorial de esta cuenca abarca varios municipios del departamento del Cauca, Colombia. El 15,94 % (81.987 ha) pertenece al municipio de Inzá, el 0,87 % (4.524 ha) al municipio de Silvia, el 0,83 % (4.296 ha) al municipio de Jambaló y el 36,11 % (185.773 ha) al municipio de Páez. Este último municipio abarca en su totalidad parte de esta cuenca, por lo cual está completamente integrado en ella.

### Subcuenca del Alto Páez
La subcuenca del Alto Páez ocupa un área de 45.492,51 hectáreas. Su topografía es escarpada y se encuentra en una zona de alta montaña donde se localiza el Volcán Nevado del Huila, considerado una de las principales reservas hídricas del país. El glaciar de este volcán almacena aproximadamente 710 millones de metros cúbicos de hielo, lo que da origen a una densa red hídrica por efecto del deshielo. El patrón de drenaje es de tipo paralelo, y las aguas fluyen directamente hacia el río Páez.
Además de su importancia geomorfológica, la dinámica hídrica del Nevado del Huila no solo depende de las precipitaciones, sino también de los aportes regulados por sus ecosistemas de alta montaña, como los páramos, y en menor medida, por el hielo remanente de su glaciar. Estos ecosistemas actúan como esponjas naturales que regulan la escorrentía superficial y mantienen el caudal base de ríos como el Páez, Símbola y otros tributarios. Aunque el glaciar ha disminuido considerablemente, el parque continúa cumpliendo una función estratégica en la recarga hídrica para el suroccidente colombiano. Además, la pérdida gradual del hielo modifica los ciclos de deshielo estacional, lo que puede provocar fluctuaciones anómalas en los caudales y aumentar el riesgo de eventos extremos como inundaciones repentinas o deslizamientos.
De acuerdo con la zonificación de uso del suelo elaborada por INGEOMINAS, gran parte del área de esta subcuenca se encuentra en territorios indígenas del municipio de Páez, dentro de los resguardos de Huila, Tálaga y Tóez, así como en zonas de litigio entre San José - Vitoncó y Huila - Vitoncó.
Los suelos de esta subcuenca se ubican en climas de alta montaña y páramo. Dentro del área también se encuentra una porción del Parque Nacional Natural Nevado del Huila (PNN NHU). Los suelos presentan limitaciones edafológicas y climáticas, como baja fertilidad, alta acidez, escaso drenaje, baja temperatura y elevada nubosidad. El relieve es predominantemente escarpado, con pendientes entre el 25 % y el 75 %, y se caracteriza por acumulaciones de ceniza volcánica y materiales orgánicos.

### Subcuenca del Río Símbola
La subcuenca del río Símbola tiene una extensión de 26.906,69 hectáreas, de las cuales el 9,75 % se encuentra dentro del departamento del Cauca. Esta subcuenca presenta un patrón de drenaje paralelo, con una red hídrica densa, especialmente en su margen izquierda, influenciada también por el deshielo del volcán Nevado del Huila. El área incluye varias lagunas y abarca territorios de los resguardos indígenas de Tóez, Huila, Belalcázar y Tálaga, además de zonas de litigio entre Tálaga y Belalcázar.
Según INGEOMINAS, el 88,87 % de esta subcuenca ha sido zonificada, y se ha recomendado evitar el establecimiento de viviendas permanentes en la zona, debido a las condiciones geomorfológicas y climáticas. El tipo de suelo predominante es el denominado Misceláneo de Páramo (MP), común en las zonas más elevadas de la cordillera central. El relieve es fuertemente quebrado a escarpado, con presencia de morrenas, conos volcánicos y flujos de lava. La vegetación consiste principalmente en bosque andino poco intervenido, debido a la dificultad de acceso.

### Impacto del desastre de 1994
Antes del desastre natural ocurrido el 6 de junio de 1994, la cuenca del río Páez contaba con aproximadamente 1.661 hectáreas de cultivos. Tras el evento, se estima que se perdió el 31,31 % de los suelos cultivables (alrededor de 520 hectáreas), reduciendo el área de cultivos a 1.141 hectáreas.

### Importancia ecológica y cultural
La cuenca del río Páez se encuentra dentro del Macizo Colombiano, una región estratégica para la producción de agua en el país. En el área protegida del Parque Nacional Natural Nevado del Huila nacen varios ríos importantes, entre ellos el Páez, Palo, Atá, Saldaña, Pegernal, Íquira, Símbola y Bache, así como numerosas lagunas, destacándose la Laguna del Páez, con aproximadamente 27 hectáreas de espejo de agua a una altitud de 3.450 m s.n.m., y la Laguna Juan Tama, también parte de la cuenca.
Estas zonas lagunares, ubicadas en las partes altas de la montaña, poseen un gran valor cultural y espiritual para las comunidades indígenas locales. Son consideradas sitios sagrados, donde se realizan ceremonias de limpieza espiritual. Alrededor de estas lagunas, los médicos tradicionales recolectan plantas medicinales utilizadas en rituales, y las áreas que las rodean son reconocidas como zonas ceremoniales de gran importancia.
La interdependencia entre los ecosistemas de humedal y las culturas indígenas es estrecha: la sostenibilidad de los sistemas productivos tradicionales está íntimamente ligada a la conservación de estos entornos. Por ello, la protección de los humedales de alta montaña es esencial tanto para la preservación de la biodiversidad como para la supervivencia cultural y espiritual de los pueblos indígenas.

## Climatología
La región se caracteriza por un amplio rango altitudinal que va desde los 1000 hasta los 5350 metros sobre el nivel del mar (m s. n. m.), lo que da lugar a diversos pisos térmicos que incluyen zonas de clima frío muy húmedo, frío muy pluvial, subnival perhúmedo y nival. Este gradiente altitudinal propicia la formación de microclimas y zonas de vida diferenciadas y ecológicamente significativas.
Las temperaturas varían considerablemente a lo largo de este rango, desde aproximadamente −2 °C en las cimas de la zona nival hasta los 28 °C en las altitudes más bajas. El área está influenciada por un régimen climático bimodal, con estaciones lluviosas predominantes durante los meses de abril y mayo, así como en septiembre y octubre. El resto del año presenta condiciones climáticas variables. Sin embargo, en las últimas décadas, estudios como los del IDEAM han evidenciado un aumento en la variabilidad climática de la región, lo cual afecta especialmente a los ecosistemas de páramo y nival. Estos cambios han intensificado fenómenos extremos como lluvias torrenciales e incluso períodos de sequía, lo que podría influir en el retroceso glaciar y en la estabilidad de los hábitats de alta montaña.
A continuación se presenta un cuadro con información derivada de un estudio del Instituto Geográfico Agustín Codazzi (IGAC), centrado en el departamento del Tolima, específicamente en los municipios de Planadas y Rioblanco, utilizando datos provenientes de la estación meteorológica de Rioblanco, ubicada a 1850 m s. n. m.
| Zonas de vida                | Clima                     | Temperatura atmosférica | Régimen pluvial anual |
| ---------------------------- | ------------------------- | ----------------------- | --------------------- |
| Bosque muy húmedo premontano | Medio húmedo y muy húmedo | De 18 a 24 °C           | 2000 a 4000 mm        |
| Bosque húmedo montano bajo   | Frío muy húmedo           | De 12 a 18 °C           | 1000 y 2000 mm        |
| Bosque pluvial montano       | Muy frío muy húmedo       | De 6 a 12 °C            | > 2000 mm             |
| Páramo pluvial subandino     | Frío pluvial              | De 3 a 6 °C             | > 1000 mm             |
| Nieves perpetuas             | Extremadamente frío       | De 3 a 6 °C             | > 1000 mm             |

## Ecosistemas
Debido a su ubicación y características fisiogeográficas, el Parque Nacional Natural Nevado del Huila alberga una diversidad de ecosistemas que cumplen funciones clave en la protección y conservación de los recursos hídricos, la oferta de hábitats para la biodiversidad y la regulación del ciclo hidroclimático. Estos ecosistemas varían según la composición, estructura y dinámica de sus componentes bióticos, siendo la cobertura vegetal un criterio fundamental para su clasificación.
Con base en la información disponible para el área, se reconocen cuatro coberturas vegetales principales dentro del parque, consideradas en un sentido amplio: bosque andino, bosque altoandino, páramo y superpáramo.
| Bioma                                      | Tamaño (hectáreas) |
| ------------------------------------------ | ------------------ |
| Orobioma Andino de Cordillera Central      | 60.384             |
| Orobioma Alto Andino de Cordillera Central | 44.486             |
| Orobioma de Páramo Cordillera Central      | 57.488             |
| Glaciar                                    | 1.409              |
| Total                                      | 164.217            |

Esta diversidad ecosistémica cumple un papel fundamental en la conservación de la biodiversidad, la regulación climática y, especialmente, en la función hídrica del suroccidente colombiano, al mantener y distribuir el recurso hídrico en toda la cuenca del río Páez y otros afluentes.
Estos 4 biomas que abarcan la totalidad de todas las hectáreas del Nevado del Huila se subdividen a la vez en diferentes categorías:
| Unidad de paisaje                                             | Hectáreas | % del área |
| ------------------------------------------------------------- | --------- | ---------- |
| Bosque andino pluvial en Montaña fluviogravitacional          | 32260.9   | 19.65      |
| Bosque andino muy húmedo en Montaña fluviogravitacional       | 26690.9   | 16.25      |
| Bosque andino muy húmedo en Montaña Glaciárica                | 1035.1    | 0.63       |
| Áreas con predominio de pastos y vegetación secundaria        | 605.6     | 0.37       |
| Bosque andino pluvial en Montaña Glaciárica                   | 115.0     | 0.07       |
| Bosque secundario muy húmedo en Montaña Estructural erosional | 98.8      | 0.06       |
| Bosque andino muy húmedo Montaña Estructural erosional        | 29.8      | 0.02       |
| Total en Orobioma Andino Cordillera Central                   | 60834.1   | 37.05      |

| Unidad de paisaje                                             | Hectáreas | % del área |
| ------------------------------------------------------------- | --------- | ---------- |
| Bosque altoandino pluvial en Montaña fluviogravitacional      | 28404.4   | 17.30      |
| Bosque altoandino muy húmedo en Montaña fluviogravitacional   | 9652.0    | 5.88       |
| Bosque altoandino muy húmedo en Montaña Glaciárica            | 4021.7    | 2.45       |
| Bosque altoandino pluvial en Montaña Glaciárica               | 2173.5    | 1.32       |
| Bosque altoandino muy húmedo en Montaña Estructural erosional | 234.6     | 0.14       |
| Total en Orobioma Altoandino Cordillera Central               | 44486.2   | 27.09      |

| Unidad de paisaje                                             | Hectáreas | % del área |
| ------------------------------------------------------------- | --------- | ---------- |
| Páramo muy húmedo en Montaña fluviogravitacional              | 14338.2   | 8.73       |
| Páramo muy húmedo en Montaña Glaciárica                       | 11802.4   | 7.19       |
| Pajonales de páramo muy húmedo en Montaña Glaciárica          | 6187.6    | 3.77       |
| Subpáramo pluvial en Montaña fluviogravitacional              | 6559.5    | 3.99       |
| Subpáramo muy húmedo en Montaña fluviogravitacional           | 5286.6    | 3.22       |
| Pajonales de páramo muy húmedo en Montaña fluviogravitacional | 2817.1    | 1.72       |
| Subpáramo muy húmedo en Montaña Glaciárica                    | 2598.1    | 1.58       |
| Páramo pluvial en Montaña fluviogravitacional                 | 2404.8    | 1.46       |
| Pajonales de páramo pluvial en Montaña fluviogravitacional    | 1909.6    | 1.16       |
| Superpáramo en Montaña Glaciárica                             | 1818.3    | 1.11       |
| Superpáramo en Montaña fluviogravitacional                    | 944.3     | 0.58       |
| Agro ecosistemas ganaderos                                    | 379.5     | 0.23       |
| Lagunas                                                       | 194.1     | 0.12       |
| Subpáramo muy húmedo en Montaña Estructural erosional         | 119.8     | 0.07       |
| Páramo pluvial en Montaña Glaciárica                          | 93.1      | 0.06       |
| Pajonales de páramo pluvial en Montaña Glaciárica             | 34.4      | 0.02       |
| Total en Orobioma de Páramo Cordillera Central                | 57487.4   | 35.01      |

Bosque andino 
Es un tipo de cobertura boscosa que se encuentra en las partes altas de las cordilleras, generalmente entre los 1.000 y los 3000 ms.n.m. Este ecosistema se caracteriza por condiciones climáticas favorables y una alta oferta ambiental, lo que ha permitido el establecimiento de numerosos asentamientos humanos. Sin embargo, esta situación también ha generado una fuerte presión sobre los recursos naturales circundantes.

#### Distribución
Colombia posee aproximadamente 9.108.473 hectáreas de bosques andinos, que se encuentran distribuidos en pequeñas masas relictuales a lo largo de los flancos de las tres cordilleras. De esta extensión, alrededor de 1.417.715 hectáreas (equivalente al 15,56%) se localizan en el Macizo Colombiano. Estos bosques se encuentran distribuidos en municipios como Belén de los Andaquíes, Corinto, Inzá, Jambaló, La Vega, Miranda, Saladoblanco, Páez, San Agustín, Santa María, Suaza, Pasto, Teruel, Buesaco, Génova, Puracé, San Sebastián, Santa Rosa, Sotará, Toribío, Totoró, Acevedo, Iquira, Isnos, La Argentina, La Plata, Nátaga, Oporapa, El Tablón, La Cruz, Mocoa y Planadas, entre otros.
Páramos
Se localizan por encima de los 3000 ms.n.m hasta el inicio de las zonas nival o glacial. Son considerados uno de los ecosistemas más importantes del país debido a su papel fundamental en la regulación hidroclimática, ya que actúan como fuentes y retenedores de agua, esenciales para los sistemas hídricos regionales y nacionales.

#### Distribución y conservación
Colombia alberga alrededor de 1.620.463 hectáreas de páramo, lo que representa una de las mayores extensiones de este tipo de ecosistema a nivel mundial. De esta superficie, aproximadamente 200.825 hectáreas (12,39%) se localizan en la zona del Macizo Colombiano, abarcando los municipios de Popayán, Bolívar, Corinto, Inzá, Jambaló, La Vega, Miranda, Páez, San Agustín, Santa María, Pasto, Teruel, Buesaco, Génova, Puracé, San Sebastián, Santa Rosa, Silvia, Sotará, Toribío, Totoró, La Argentina, La Cruz, San Bernardo, Mocoa, Chaparral y Planadas.
Estudios realizados en áreas como el Parque Nacional Natural Nevado del Huila, han documentado sitios específicos como el páramo de Laguna Páez y el Alto de La Línea (estación repetidora de Telecom), con vegetación típica de superpáramo y frailejonales bien establecidos.

#### Amenazas
El fenómeno de la paramización ocurre cuando, debido a la presión sobre el bosque altoandino, se transforma su cobertura vegetal original y da lugar a un páramo antropizado. Esto altera las funciones ecosistémicas y reduce la resiliencia ecológica del área..Otra amenaza subsecuente para la posterior paramización es la destrucción de los mismos debido a actividades antropogénicas una de esta bastante controversial y es la expansión de la frontera agrícola.
La presencia de altos niveles de endemismo en plantas, aves y anfibios convierte a los páramos en ecosistemas clave para la conservación de la biodiversidad, así como para la comprensión de procesos ecológicos y evolutivos. Además, estos espacios han tenido un profundo valor simbólico y espiritual para muchas comunidades indígenas a lo largo de la historia.

## Flora
El Nevado del Huila y su parque nacional asociado albergan una notable diversidad biológica, resultado de la variación altitudinal que va desde bosques andinos hasta zonas de páramo y nival. Esta diversidad de ecosistemas sustenta una amplia variedad de especies vegetales y animales, muchas de ellas endémicas o amenazadas.
La vegetación del Nevado del Huila varía según la altitud y comprende los siguientes ecosistemas principales:

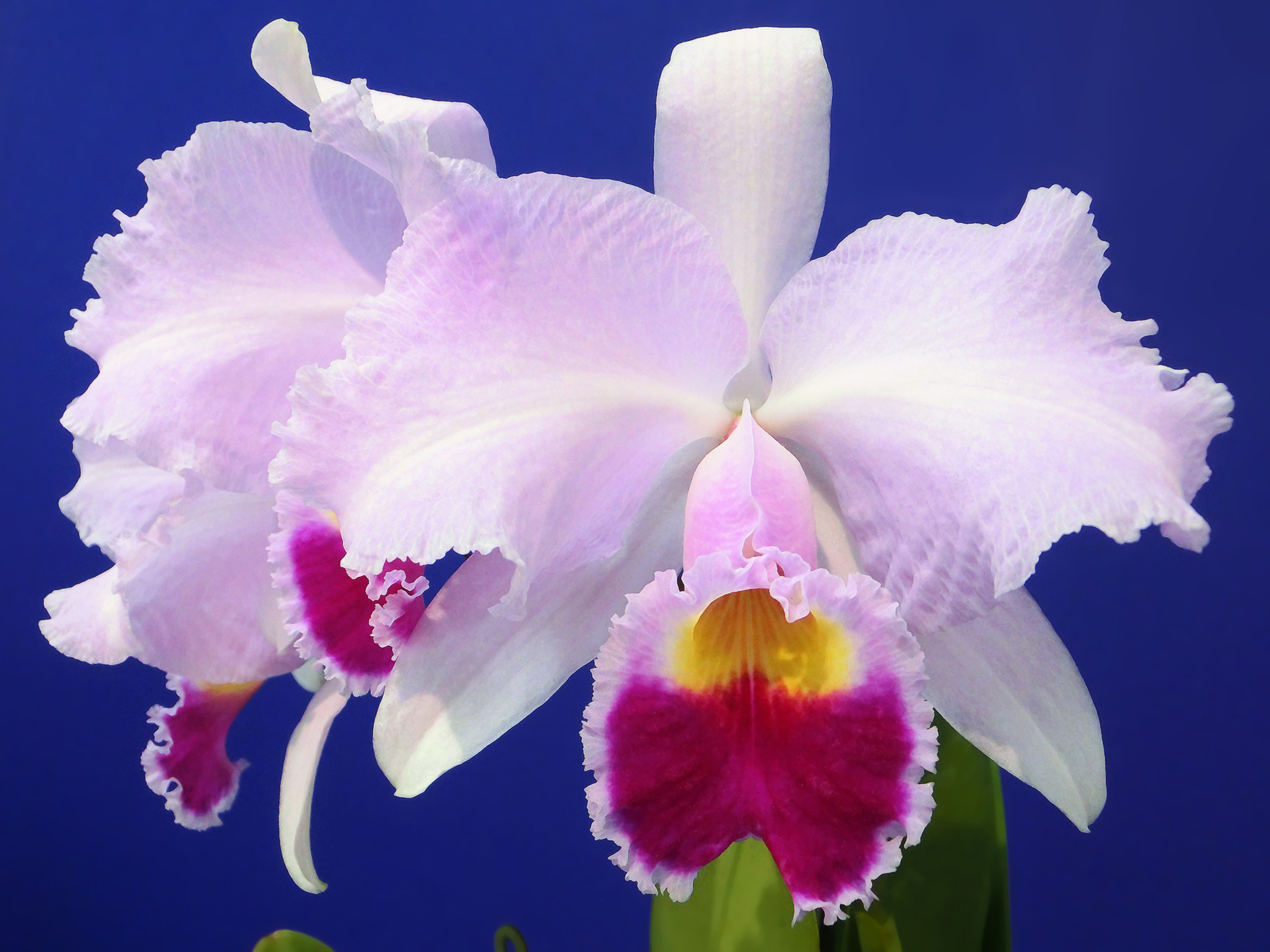
Flor de mayo (Cattleya trianae). Flor nacional de Colombia

Bosques andinos y altoandinos: Se encuentran especies como el pino colombiano (Podocarpus rospigliosii), el cedro de montaña (Cedrela montana), el comino (Aniba perutilis), la palma de cera (Ceroxylon quindiuense) y el retrophyllum (Retrophyllum rospigliosii). Estos bosques son fundamentales para la regulación hídrica de la región. En este ecosistema se encuentra vulgarmente conocida como “flor de mayo” o “lirio de mayo” (Cattleya trianae) la flor nacional de Colombia.

#### Características florísticas
Los bosques andinos presentan asociaciones florísticas diversas, entre las que destacan árboles de gran valor comercial, con alturas que pueden superar los 30 metros. Entre las especies más representativas se encuentran:
- Callophyllum lucidum (Cachimo)
- Macrolobium sp. (Cueromarrano)
- Brosimum utile (Guáimaro)
- Quercus humboldtii (Roble)
- Cedrela montana (Cedro)
- Nectandra prunifolia (Amarillo susca)

En pisos altitudinales cercanos a los 1.500 m.s.n.m son comunes especies como:
- Prunus sp. (Duraznillo)
- Weinmannia sp. (Encenillo)
- Clusia sp. (Copé)
- Tibouchina sp. (Sietecueros)
- Ilex sp. (Copache)
- Ladenbergia sp. (Quina)

#### Estructura del bosque
Estos bosques se caracterizan por presentar un estrato superior con árboles de entre 20 y 35 metros de altura, pertenecientes a distintas familias del orden Rosales, como Cunnoniaceae, Brunelliaceae y Rosaceae.
Entre los 2.480 y 2.580 m s. n. m., revelan una estructura compuesta por:
- Dosel arbóreo: De aproximadamente 8 metros de altura, dominado por especies como el encenillo (Weinmannia sp.), el granizo (Hedyosmum sp.), el raque (Vallea stipularis), el palo moco (Saurauia sp.), la mano de oso o mano de león (Oreopanax sp.), y diversas especies de tunos (Miconia spp.). También se encuentran árboles menos comunes como especies del género Ilex y Huilea.
- Estrato arbustivo: Con una altura promedio de 4 metros, compuesto por helechos arborescentes, plantas de las familias Asteraceae y Solanaceae (Solanum sp.), así como especies de los géneros Tovomitopsis, Miconia y Myrica.
- Estrato herbáceo: Con especies que alcanzan hasta 2 metros de altura, entre las cuales destacan representantes de las familias Gesneriaceae (Ictiderma sp.), Rubiaceae (Psychotria spp.), así como los géneros Pilea, Valeriana, Urera, Monnina, Loasa y Siparuna. Los helechos y begonias son frecuentes en este estrato, formando parte del sotobosque.
- Lianas: Entre las especies de trepadoras más comunes se encuentran Mikania, Bomarea y varias pertenecientes a la familia Ericaceae.[22][28][39]

Páramo y superpáramo: En estas zonas predominan pajonales y plantas roseta, además de especies como la palma de cera (Ceroxylon quinduense), el coralito de páramo (Relbunium hypocarpium) y diversas especies de las familias Asteraceae, Bromeliaceae, Orchidaceae, Gentianaceae, Apiaceae y Poaceae.

#### Características ecológicas
Los páramos presentan condiciones climáticas extremas, con temperaturas bajas, alta radiación solar, fuertes vientos, baja presión atmosférica y escasa densidad del aire. Estos factores influyen en el desarrollo de estrategias adaptativas por parte de la flora y fauna que los habitan. Además, los procesos físico-químicos en estos ecosistemas son más lentos, lo que los hace particularmente frágiles frente a las intervenciones humanas.
Entre la vegetación característica destacan:
- Frailejones (Espeletia spp.), con su porte arrosetado y vistosas flores amarillas.
- Pajonales, dominados por gramíneas como Calamagrostis y Agrostis spp.
- Chuscales, conformados principalmente por especies de Chusquea y Neurolepis.
- Arbustos de los géneros Baccharis, Barnadesia, Senecio y Hypericum.
- Plantas herbáceas como Lachemilla, Lupinus, Gunnera, Peperomia, Rumex acetocella, entre otras.

También se encuentran especies de musgos (Sphagnum), líquenes, y helechos del género Lycopodium, así como plantas trepadoras como Bomarea spp. y Tropaeolum.

#### Zonas del páramo
El ecosistema de páramo se divide generalmente en tres zonas:
- Subpáramo: Corresponde a la zona de transición entre el bosque altoandino y el páramo. Presenta vegetación de porte bajo, como Pernettya prostrata (uvita del diablo), Equisetum bogotense (cola de caballo), Macleania rupestris (uva caimarona), Freziera spp. (oreja de mula), Otholobium mexicanum (ruchigo), y Hesperomeles spp. (espino o mortiño).
- Páramo propiamente dicho: Dominado por frailejones (Espeletia spp.), pajonales y chuscales, así como arbustos asociados a ericáceas (Pernettya, Gaultheria, Macleania). El estrato herbáceo es diverso, con representantes de Miconia, Salvia, Altensteinia, Monnina, entre otros. En zonas intervenidas se observa la presencia de especies pioneras y adaptadas a suelos perturbados.
- Superpáramo: Zona inmediatamente inferior a la nival, ubicada entre los 3.800 y 4.120 m s. n. m., con vegetación de muy baja altura, dominada por especies altamente especializadas. Destacan Senecio niveoaureus (frailejón blanco), Loricaria spp., Calceolaria spp. (Scrophulariaceae), y pequeños musgos y líquenes. También se encuentran especies como Draba sp. (hitamo real), que crecen en condiciones de viento extremo y heladas frecuentes.[22][28][39][41][42]

- Zona nival: Debido a las bajas temperaturas y la presencia de glaciares, la vegetación es escasa y está compuesta principalmente por musgos y líquenes adaptados a condiciones extremas.[39]

Estos ecosistemas son esenciales para la captación y regulación del agua, abasteciendo las cuencas de los ríos Magdalena y Cauca. También posee una significativa cantidad de turberas las cuales ayudan a almacenan carbono, regular el ciclo hidrológico y albergar una gran biodiversidad.
Además, la diversidad florística del Parque Nacional Natural Nevado del Huila cumple una función clave en los ciclos hidrológicos de la región andina suroccidental. En especial, las especies de frailejón (género Espeletia) y musgos actúan como esponjas naturales que retienen agua en el suelo y contribuyen a la recarga de acuíferos y ríos como el Páez y el Magdalena.
Estudios de Parques Nacionales Naturales han resaltado la importancia de estas comunidades vegetales como amortiguadores frente a eventos extremos, como sequías o lluvias intensas, especialmente bajo el contexto del cambio climático.

## Fauna
El área protegida del Nevado del Huila es hábitat de una fauna diversa, destacándose varias especies emblemáticas y amenazadas:

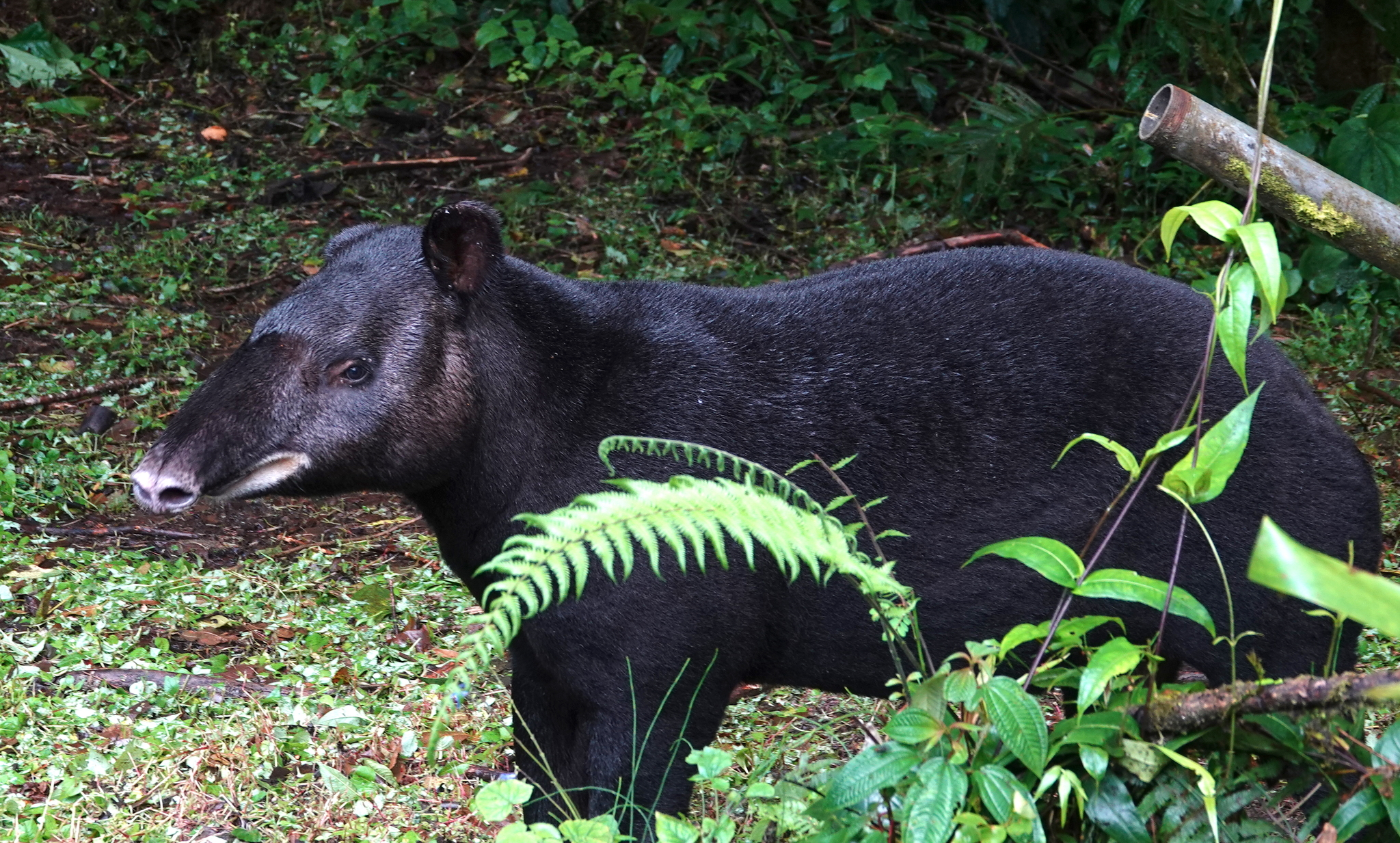
Danta de páramo (Tapirus pinchaque).

- Mamíferos: Entre los mamíferos más representativos se encuentran el oso de anteojos (Tremarctos ornatus), el tapir de montaña o danta de páramo (Tapirus pinchaque), el tigrillo (Leopardus tigrinus) (Leopardus pardalis), el venado conejo (probablemente Mazama rufina), venado cola blanca (Pudu mephistopiles) y el venado cola blanca (Odocoileus virginianus), aunque este último ha visto reducidas sus poblaciones debido a la caza y pérdida de hábitat.[39]

- Aves: El cóndor de los Andes (Vultur gryphus) es una de las aves más emblemáticas de la región, junto con diversas especies de colibríes y aves especializadas del páramo.[44][45]Condor de los andes (Vultur gryphus). Animal nacional de Colombia.

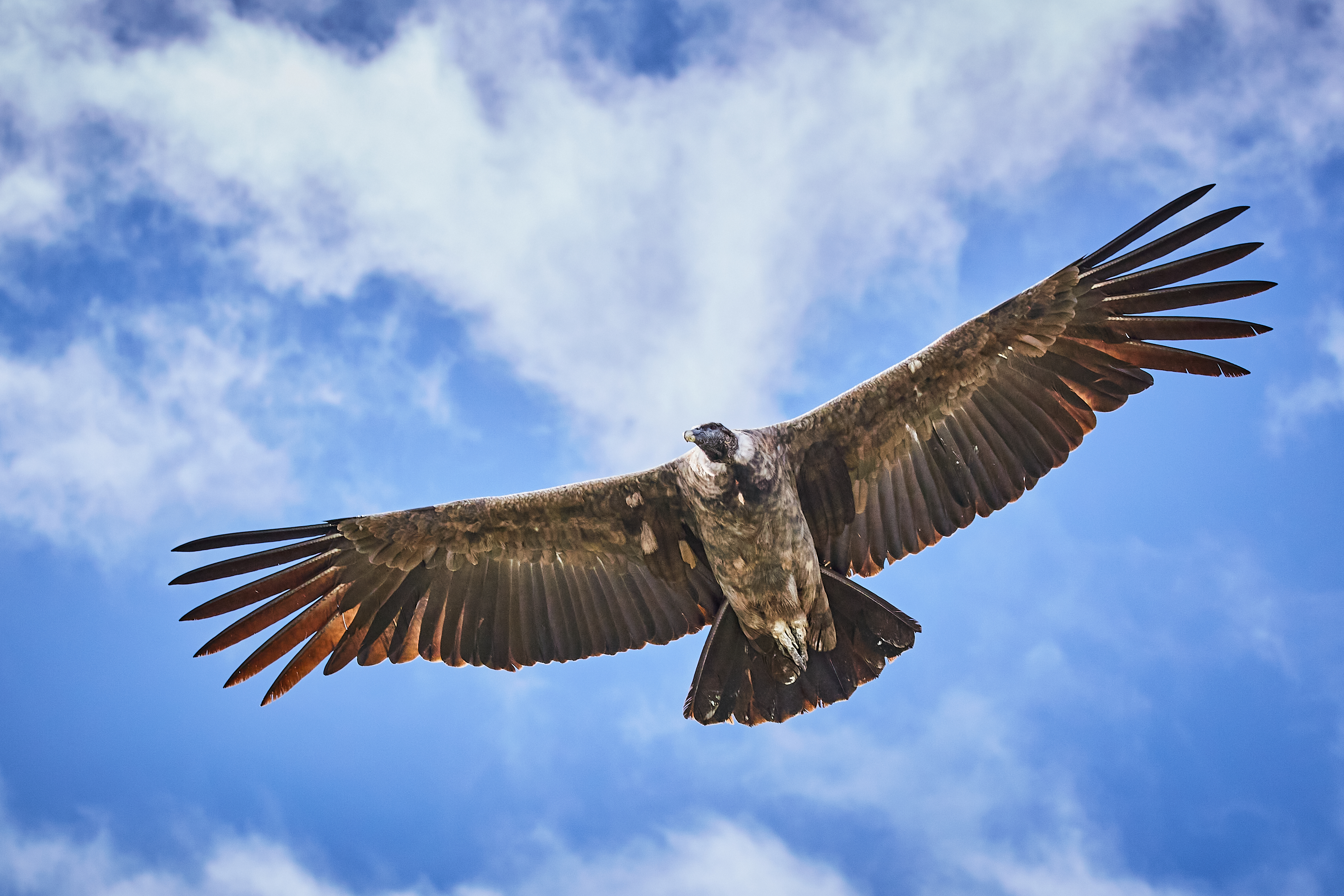
Condor de los andes (Vultur gryphus). Animal nacional de Colombia.

Además de mamíferos y aves, el Parque Nacional Natural Nevado del Huila acoge una diversidad notable de anfibios y reptiles. Según BirdLife International, en esta área se han registrado ocho especies de anfibios y 23 especies de reptiles. Entre los anfibios se destaca una nueva especie de rana del género Colostethus (familia Dendrobatidae) que aún no ha sido nombrada científicamente.
Estos grupos son importantes indicadores biológicos de la salud del ecosistema, ya que su presencia y abundancia reflejan la calidad del hábitat y los cambios ambientales, especialmente en los frágiles sistemas de páramo y bosque altoandino.

## Glaciación
El Complejo Volcánico Nevado del Huila (CVNH), denominado así desde 1995, es el volcán activo más alto de Colombia, con una altitud de 5364 metros sobre el nivel del mar. Su historia eruptiva comenzó hace aproximadamente 1,5 millones de años, durante el Pleistoceno temprano, y se ha dividido en tres etapas principales: la Etapa Pre-Huila, que concluyó hace unos 100 000 años; la Etapa Huila Antigua, correspondiente al Pleistoceno tardío, que se extendió hasta el final de la Última Glaciación; y la Etapa Huila Reciente, iniciada hace entre 11 000 y 10 000 años, en el Holoceno. Estas fases evolutivas dieron lugar a la formación de dos edificios volcánicos principales: Pre-Huila y Huila.
Entre las geoformas glaciares más representativas del Complejo Volcánico Nevado del Huila se encuentran los circos glaciares, los valles en forma de U, los lagos glaciares y los valles colgantes. Las morrenas laterales, ampliamente distribuidas en distintos rangos altitudinales, han sido especialmente útiles para establecer una secuencia cronológica de ocho etapas glaciares, identificadas y nombradas consecutivamente desde Huila 1 (la más antigua) hasta Huila 8.
Se ha establecido que glaciares de montaña como el Nevado del Huila son vestigios de la Última Glaciación, la cual comenzó hace 115 000 años, con su máxima extensión de hielo (Pleniglacial) entre 45 000 y 25 000 años. El cambio climático que provocó el crecimiento de estos glaciares corresponde a la Pequeña Edad de Hielo o Era Neoglacial, entre 1600 y 1850 d. C. 
Se ha determinado que glaciares de montaña como el del Nevado del Huila son remanentes de la Última Glaciación, iniciada hace aproximadamente 115 000 años. Durante este periodo, la máxima extensión de hielo —conocida como Pleniglacial— tuvo lugar entre hace 45 000 y 25 000 años Posteriormente, el avance y crecimiento de los glaciares estuvo influenciado por condiciones climáticas propias de la Pequeña Edad de Hielo o Era Neoglacial, ocurrida entre los años 1600 y 1850 d. C.
| Etapas de la historia eruptiva CVNH (m.s.n.m) | Etapas glaciares CVNH (m.s.n.m) | Edad del estadio glaciar según correlación con los estadios glaciares del PNNN (Parque Nacional Los Nevados) |
| --------------------------------------------- | ------------------------------- | --- |
| Huila reciente (>4300 ± 100)                  | Huila 8 (4300–4550)             | <1800 d. C.                                                                                                  |
| Huila reciente (>4300 ± 100)                  | Huila 7 (4000–4250)             | 1600–1800 d. C.                                                                                              |
| Huila reciente (>4300 ± 100)                  | Huila 6 (3700–3950)             | 10 000–11 000 años antes de Pleistoceno                                                                      |
| Huila reciente (>4300 ± 100)                  | Huila 5 (3500–3650)             | 14 000–20 000 años antes de Pleistoceno                                                                      |
| Huila antiguo (4300 ± 100 a 3600 ± 200)       | Huila 4 (3200–3450)             | 25 000–28 000 años antes de Pleistoceno                                                                      |
| Huila antiguo (4300 ± 100 a 3600 ± 200)       | Huila 3 (3050–3100)             | 34 000–40 000 años antes de Pleistoceno                                                                      |
| Huila antiguo (4300 ± 100 a 3600 ± 200)       | Huila 2 (2850–3000)             | >48 000 años antes de Pleistoceno                                                                            |
| Pre-Huila (3600 ± 200 a 2600 ± 100)           | Huila 1 (2650–2800)             | >100 000 años antes de Pleistoceno?                                                                          |

La morfología del Complejo Volcánico Nevado del Huila es el resultado de la acción combinada de diversos agentes modeladores, entre los que destacan la actividad volcánica —principalmente de tipo efusivo— y procesos de erosión de origen glaciar, fluvial y gravitacional. Su historia eruptiva refleja una evolución magmática compleja, evidenciada en la variabilidad geomorfológica del edificio volcánico, así como en la diversidad textural y geoquímica de los productos emitidos a lo largo del tiempo.

## Desglaciación
El glaciar ubicado en el Nevado del Huila, una de las principales cumbres de la cordillera Central en Colombia, ha sido objeto de observación desde mediados del siglo XIX. El registro más antiguo disponible sobre su extensión glaciar data de 1850, mientras que el más reciente corresponde a 2022.

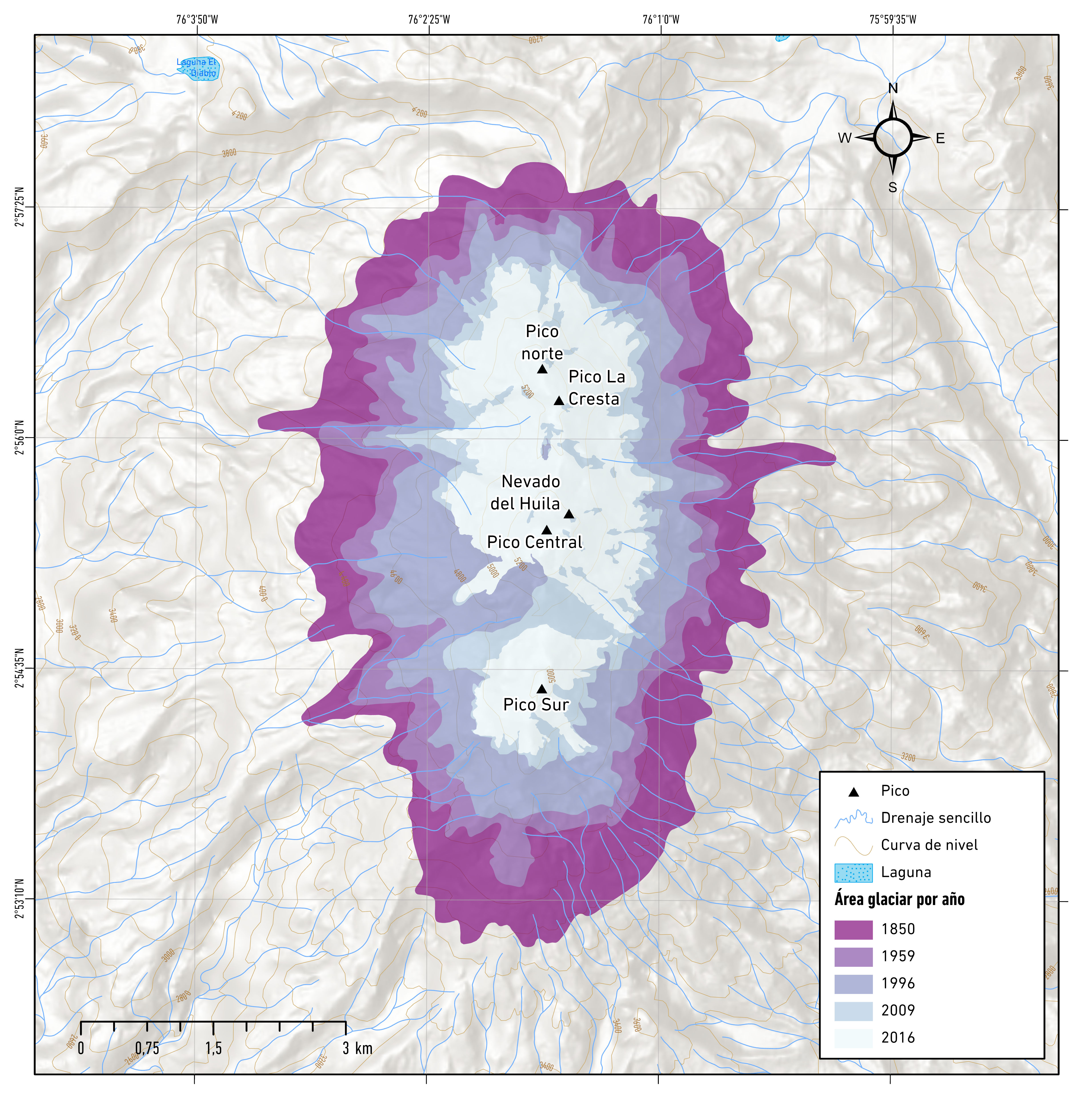
Dinámica glaciar del Nevado del Huila 1850 - 2016

Los glaciares tropicales, como los de Colombia, cumplen una función hidrológica crucial, ya que proporcionan agua a comunidades aledañas durante temporadas secas. Sin embargo, el cambio climático ha acelerado su retroceso, y se proyecta que muchos de estos glaciares podrían desaparecer a lo largo del presente siglo.
No fue sino hasta la década de 2000 que el estudio, monitoreo y conservación de los glaciares colombianos se consolidó como una prioridad, ante la creciente evidencia de su vulnerabilidad y posible extinción. Desde el año 2004 el Programa Hidrológico Internacional de la Unesco ha venido apoyando al Grupo de Trabajo de Nieves y Hielos de América Latina (GTNH). 
El monitoreo técnico y continuo de los glaciares colombianos inició más formalmente en el año 2006, con la implementación del Programa de Monitoreo de Glaciares del IDEAM (Instituto de Hidrología, Meteorología y Estudios Ambientales). Este programa estableció estaciones de monitoreo en los principales glaciares del país, incluyendo los del Nevado del Huila, Nevado del Ruiz, Santa Isabel, Tolima y Sierra Nevada de Santa Marta. 

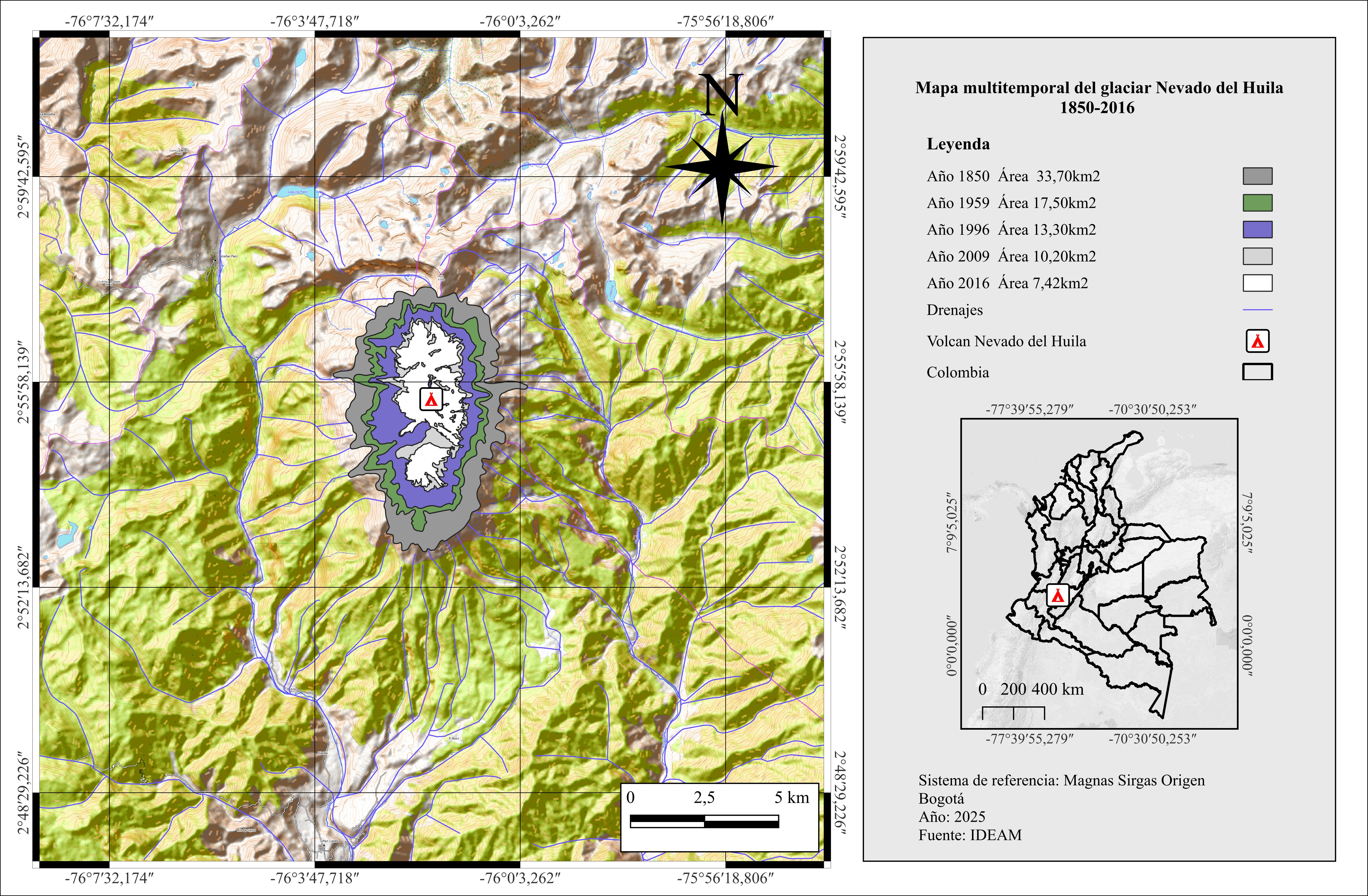
Retroceso glaciar del Nevado del Huila entre el período de 1850 y 2016.

En agosto del 2008 durante una reunión realizada en la ciudad de Manizales (Colombia) el GTNH presentó evidencia del retroceso glaciar que se presenta en los países andinos y en México, destacaron la intensidad con la que se ha presentado desde las tres últimas décadas como consecuencia del calentamiento atmosférico, lo cual ha representado aumento en el proceso del retroceso de los glaciares. En Colombia, en el año 1850 el área total de las zonas nevadas correspondía a un total 348.9 km2 entre todos sus glaciares, en los últimos 150 años se ha reducido el 84%, con las mayores pérdidas ocurridas durante los últimos 20 años.
| Periodo                     | Área (km²) |
| --------------------------- | ---------- |
| Segunda mitad del siglo XIX | 33.7       |
| Años 50                     | 17.5       |
| Años 80                     | 15.4       |
| Años 90                     | 13.9       |
| 2010                        | 9.70       |
| 2016                        | 8.01       |
| 2017                        | 7.63       |
| 2019                        | 7.21       |
| 2020                        | 6.86       |
| 2021                        | 6.64       |
| 2022                        | 6.50       |

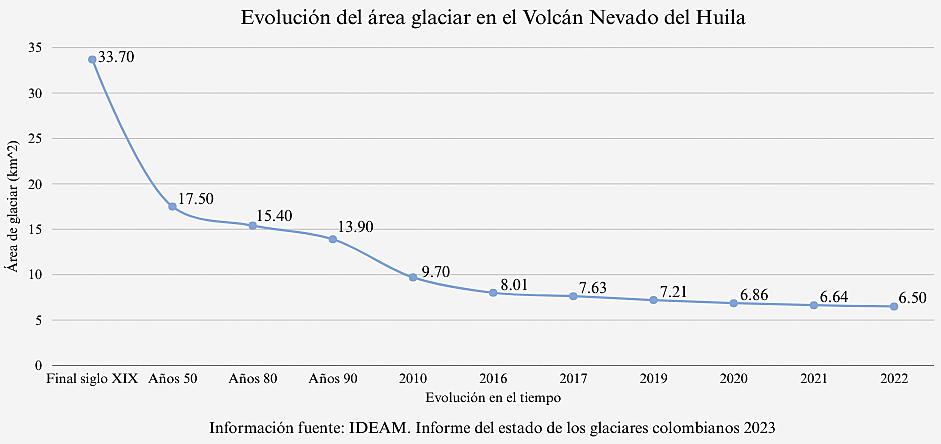
Evolución del área glaciar en el Volcán Nevado del Huila

El deshielo del Nevado del Huila, resultado tanto de la actividad volcánica propia de la montaña como de los efectos del cambio climático inducido por el aumento de gases de efecto invernadero a nivel global y nacional, genera importantes volúmenes de agua que alimentan diversas fuentes hídricas. Esta agua de deshielo desemboca en múltiples afluentes, desempeñando un papel clave en la dinámica hidrológica de la región y en el sostenimiento de ecosistemas y comunidades aguas abajo, Aunque el retroceso de los glaciares en Colombia es generalizado, el Nevado del Huila presenta la tasa de pérdida de área nival más baja de todos los nevados colombianos (0,7% anual), lo que lo perfila como el glaciar más duradero del país si las condiciones climáticas actuales se mantienen.
Según el más reciente informe del Instituto de Hidrología, Meteorología y Estudios Ambientales (IDEAM), para el año 2023 se observó una leve expansión en la superficie glaciar del Nevado del Huila, que alcanzó los 8,3 km², en comparación con los 6,5 km² registrados en 2022.El IDEAM aclaro que este crecimiento no representa una reversión de la tendencia general de pérdida de masa glaciar, sino un fenómeno puntual vinculado a variaciones climáticas interanuales. La persistencia de este tipo de eventos dependerá de la duración e intensidad de La Niña, así como de otros factores regionales. Aun así,  el comportamiento del Nevado del Huila continúa siendo una excepción relativa entre los glaciares tropicales colombianos, debido a su tasa anual de pérdida relativamente baja (0,7 %) y su altitud media por encima de los 5.000 metros, que le otorgan mayor resiliencia frente al cambio climático.
No obstante, si el calentamiento global continúa en las próximas décadas con las tasas actuales, se prevé que el glaciar del Nevado del Huila podría desaparecer en la segunda mitad del siglo XXI, al igual que los demás glaciares tropicales del país. 
| Río                  | Subzona hidrográfica | Subzona hidrográfica            | Zona hidrográfica | Área hidrográfica |
| -------------------- | -------------------- | ------------------------------- | ----------------- | ----------------- |
| Río                  | Río                  | Área glaciar en la cuenca (km2) | Alto Magdalena    | Magdalena-Cauca   |
| Quebrada Verdun      | Páez                 | 6.40                            | Alto Magdalena    | Magdalena-Cauca   |
| Quebrada La Azufrada | Páez                 | 6.40                            | Alto Magdalena    | Magdalena-Cauca   |
| Quebrada Bellavista  | Páez                 | 6.40                            | Alto Magdalena    | Magdalena-Cauca   |
| Quebrada Aguablanca  | Páez                 | 6.40                            | Alto Magdalena    | Magdalena-Cauca   |
| Quebrada Dublín      | Páez                 | 6.40                            | Alto Magdalena    | Magdalena-Cauca   |
| Río Simbola          | Páez                 | 6.40                            | Alto Magdalena    | Magdalena-Cauca   |
| Quebrada de Ansayo   | Páez                 | 6.40                            | Alto Magdalena    | Magdalena-Cauca   |
| Quebrada de Quindayo | Páez                 | 6.40                            | Alto Magdalena    | Magdalena-Cauca   |

## Vulnerabilidad glaciar y zona de ablación
Según informe del IDEAM (2023), el Nevado del Huila presenta una alta vulnerabilidad al deshielo. Con base en modelos de altitud de la Línea de Equilibrio Altitudinal (ELA, por sus siglas en inglés), se estima que en 2022 aproximadamente 3,5 km² de su área glaciar (es decir, el 55,8%) se encontraba en zona de ablación si se considera una ELA a 5.000 m s. n. m. Este porcentaje se reduciría al 18,7% (1,1 km²) si se adopta una ELA más baja, de 4.850 m s. n. m.
Este indicador revela que el Nevado del Huila, junto con el Nevado Santa Isabel y la Sierra Nevada de El Cocuy o Güicán, es uno de los glaciares más vulnerables al retroceso glaciar, al tener una gran parte de su masa expuesta a procesos de fusión por encontrarse bajo la ELA nacional estimada.
Este proceso afecta patrones climáticos regionales, incrementando la variabilidad climática que ya está impactando la agricultura huilense con lluvias torrenciales contrastadas con temperaturas extremas que alcanzan los 40 °C en ciudades como Neiva.

## Comunidades
Indígenas
En el área protegida del Nevado del Huila se encuentran asentadas comunidades indígenas paeces pertenecientes a los resguardos de Gaitania (Tolima), Tacueyó, Toribio, San Francisco, San José, Huila, Vitoncó y Belalcázar (Cauca). Para estas comunidades, el territorio forma parte de sus sitios sagrados y tiene un papel esencial en su cosmovisión. En la zona de influencia del parque también hay presencia de comunidades paeces en los resguardos de Miranda, Corinto, Jambaló, Tálaga, Tóez y Mosoco (Cauca), el resguardo de Rionegro (Huila) y los cabildos indígenas de Las Mercedes y Barbacoas, ubicados en el Corredor de Conservación de los Andes Centrales del Tolima.
El acceso principal al Nevado del huila se realiza desde el municipio de Pitalito, atravesando territorios habitados por el pueblo indígena Nasa, quienes mantienen una relación ancestral y cultural con la montaña.
Resguardos Indigenas
En el área protegida del Parque Nacional Natural Nevado del Huila y su zona de influencia se encuentran asentadas diversas comunidades indígenas, principalmente del pueblo Nasa (paeces), distribuidas en varios resguardos:
- En el Cauca: Tacueyó, Toribio, San Francisco, San José, Huila, Vitoncó, Belalcázar, Miranda, Corinto, Jambaló, Tálaga, Tóez y Mosoco.
- En el Tolima: Gaitania (municipio de Planadas), y los cabildos indígenas de Las Mercedes y Barbacoas (municipio de Río Blanco).
- En el Huila: Rionegro y el corregimiento de Belén (municipio de La Plata), donde se establecieron comunidades guambianas desplazadas tras la avalancha del río Páez en 1994.[22]

Campesinos
En la zona de influencia del Nevado del Huila también habitan comunidades campesinas, especialmente en los departamentos del Huila y Tolima, que se dedican a actividades agrícolas de subsistencia. Estas comunidades han impulsado procesos de organización social mediante la creación de grupos locales y la vinculación con organizaciones no gubernamentales.
Comunidades afrodescendientes (negritudes)
Aunque en menor proporción, en el corregimiento de Belalcázar (municipio de Páez, Cauca), en sectores como Itaibe y El Salado, se reportan asentamientos de comunidades afrodescendientes. Estas poblaciones son descendientes de personas relacionadas históricamente con la servidumbre en la época colonial. Hoy en día, constituyen parte de la diversidad étnica presente en el área de influencia del parque.

## Ascenso al  Nevado del huila

### Dificultad del ascenso
El ascenso al Nevado del Huila es considerado uno de los más exigentes de Colombia y está recomendado únicamente para personas con excelente condición física y experiencia previa en alta montaña. La travesía, que suele durar entre 4 y 5 días, implica largas jornadas de caminata por terrenos variados y difíciles, incluyendo bosque andino, páramo, morrenas, roca, barro y glaciar, con pendientes pronunciadas y tramos que requieren equipo técnico como piolet, crampones y arnés. El clima es altamente impredecible, con bajas temperaturas, lluvias, niebla y vientos fuertes, lo que incrementa los riesgos de mal de altura, hipotermia y caídas, especialmente en la travesía sobre hielo y grietas glaciares. Por estas razones, el ascenso demanda preparación física rigurosa, aclimatación y el acompañamiento de guías experimentados, además de cumplir con los permisos y regulaciones ambientales para proteger tanto a los visitantes como al ecosistema del nevado.